# Taeniodera boettcheri
Taeniodera boettcheri är en skalbaggsart som beskrevs av Moser 1915. Taeniodera boettcheri ingår i släktet Taeniodera och familjen Cetoniidae. Inga underarter finns listade i Catalogue of Life.